# Rue Saint-Bernard (Paris)
Pour les articles homonymes, voir Rue Saint-Bernard.
La rue Saint-Bernard est une voie du 11e arrondissement de Paris, en France.

## Situation et accès

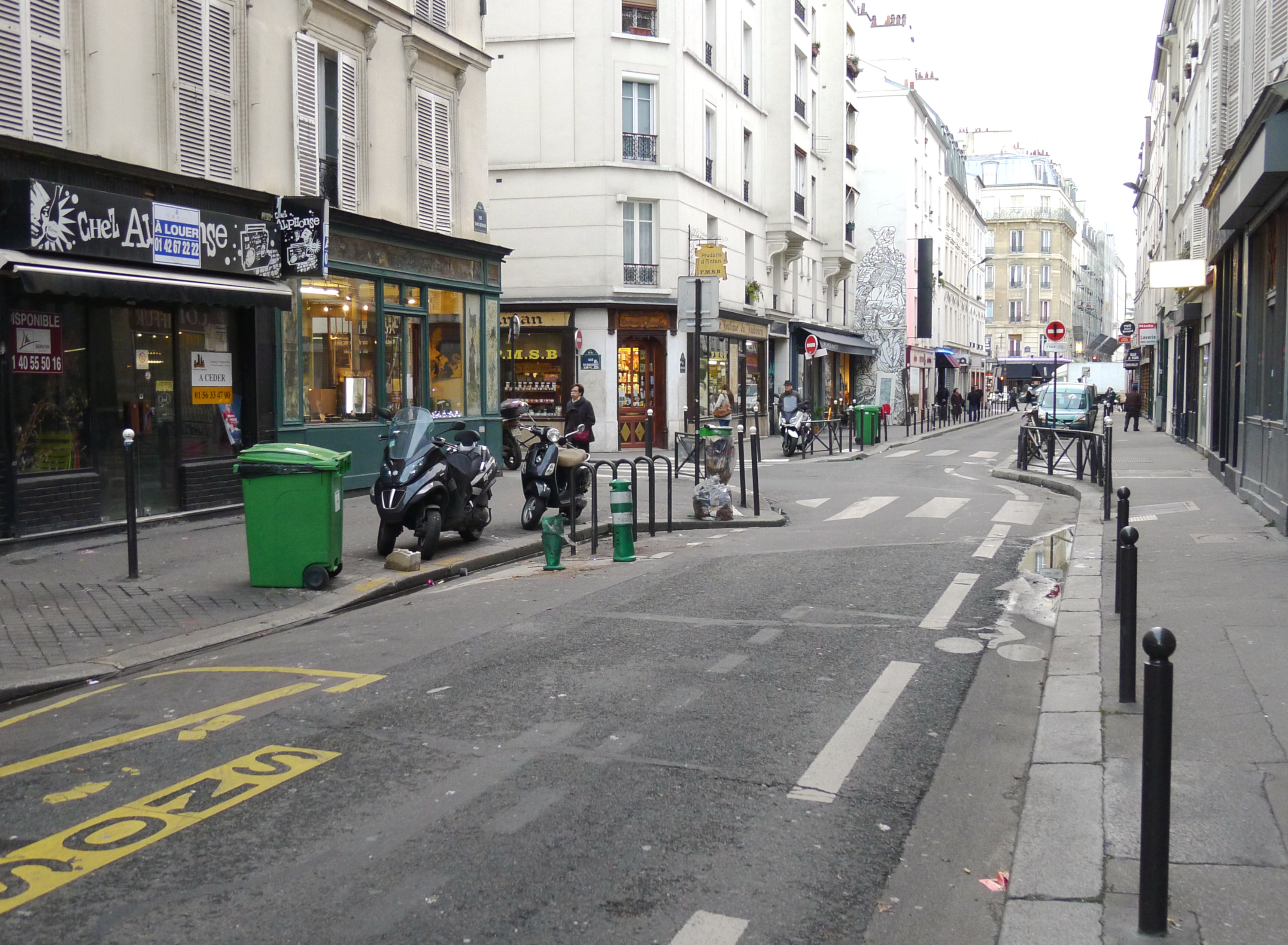
Rue Saint-Bernard, côté rue du Faubourg-Saint-Antoine ; à gauche, la rue du Dahomey.

La rue Saint-Bernard est une voie publique située dans le 11e arrondissement de Paris. Elle débute au 183, rue du Faubourg-Saint-Antoine et se termine au 78, rue de Charonne. La rue Saint-Bernard est divisée en trois tronçons dont une partie, située entre les squares Nordling et Majorelle, a été fermée à la circulation des véhicules motorisés en 2010.
Elle se situe au sein du quartier vert Forge-Royal.

## Origine du nom
La rue Saint-Bernard tire son nom de celui de saint Bernard, saint patron des Bernardins dont l'abbaye Saint-Antoine-des-Champs suivait la règle.
Une autre voie parisienne est également nommée d'après lui : la rue Bernard-de-Clairvaux dans le 3e arrondissement.

## Historique
Les premiers textes où l'on cite cette rue, nous permettent d'affirmer que la rue Saint-Bernard qui existait déjà au début du XVIIe siècle, n'était qu'un chemin, sous le règne de Louis XIII. La rue est mentionnée sur le plan de Roussel de 1730.

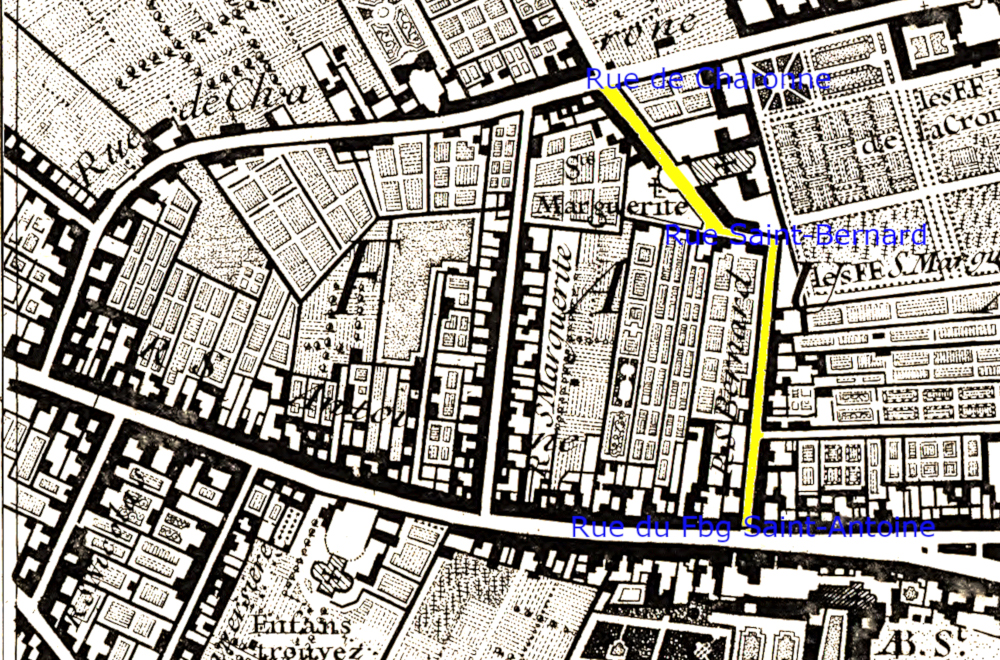
La rue Saint-Bernard en 1730 (plan de Roussel), entre la rue de Charonne, en-haut, et la rue du Faubourg-Saint-Antoine, en-bas.
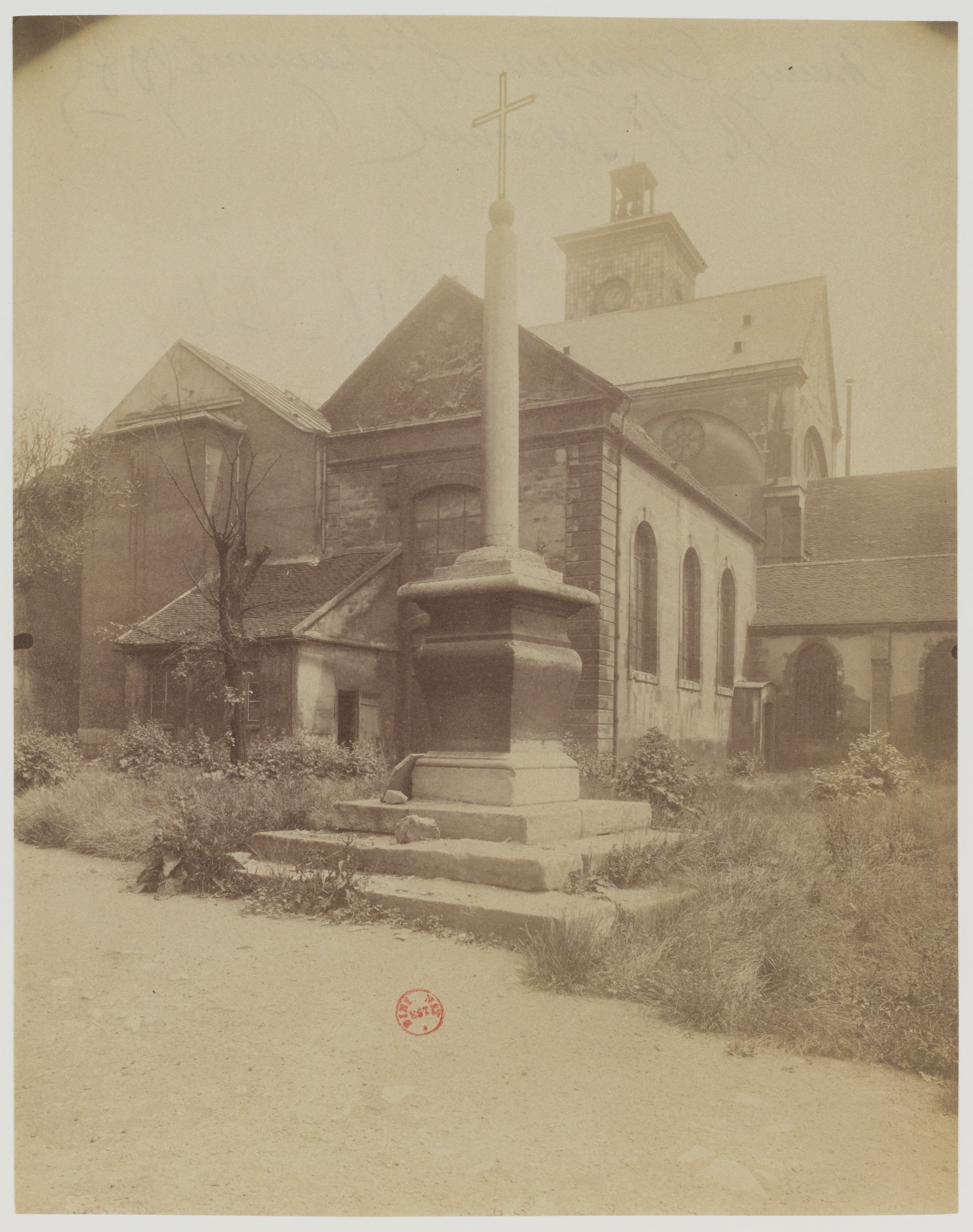
Ancien cimetière Sainte-Marguerite vers 1905-1906 (photographie d'Eugène Atget).
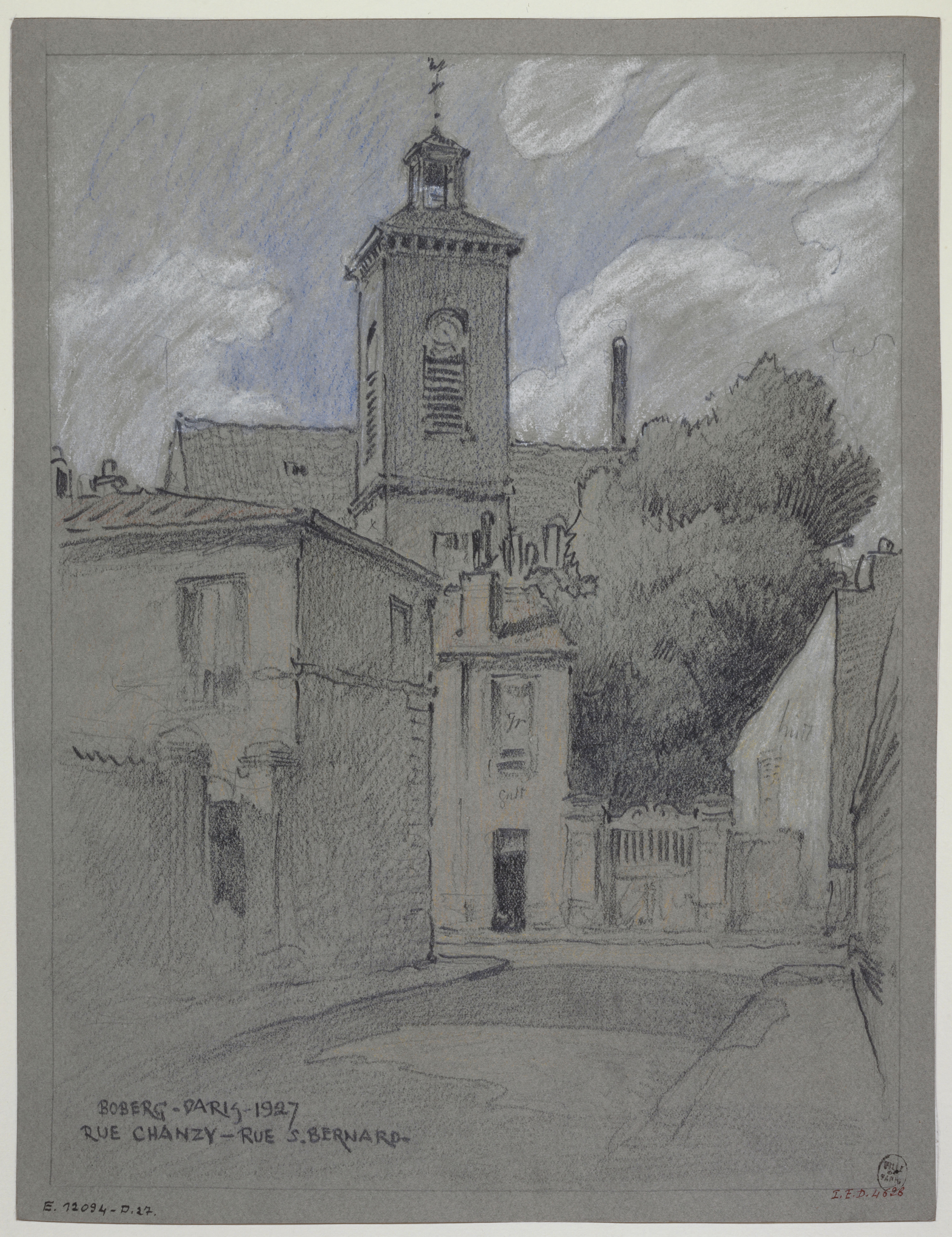
Rue Chanzy et rue Saint-Bernard, 1927 (dessin de Gustave Ferdinand Boberg).

Le 8 mars 1918, durant la Première Guerre mondiale, une bombe lancée d'un avion allemand explose au no 25 de la rue Saint-Bernard.

## Bâtiments remarquables et lieux de mémoire
- No 2 : emplacement de la clinique des Syndicats de l'ameublement[4].
- No 12 : grille d'entrée inscrite au titre des monuments historiques en 1929[5].
- No 17 : porte et cour.
- No 31 : école élémentaire Saint-Bernard.
- No 36 : Église Sainte-Marguerite classée au titre des monuments historiques en 1960[6]. C'est dans le cimetière de cette église qu'on inhuma dans une fosse commune Louis XVII, mort en prison à l'âge de 10 ans.

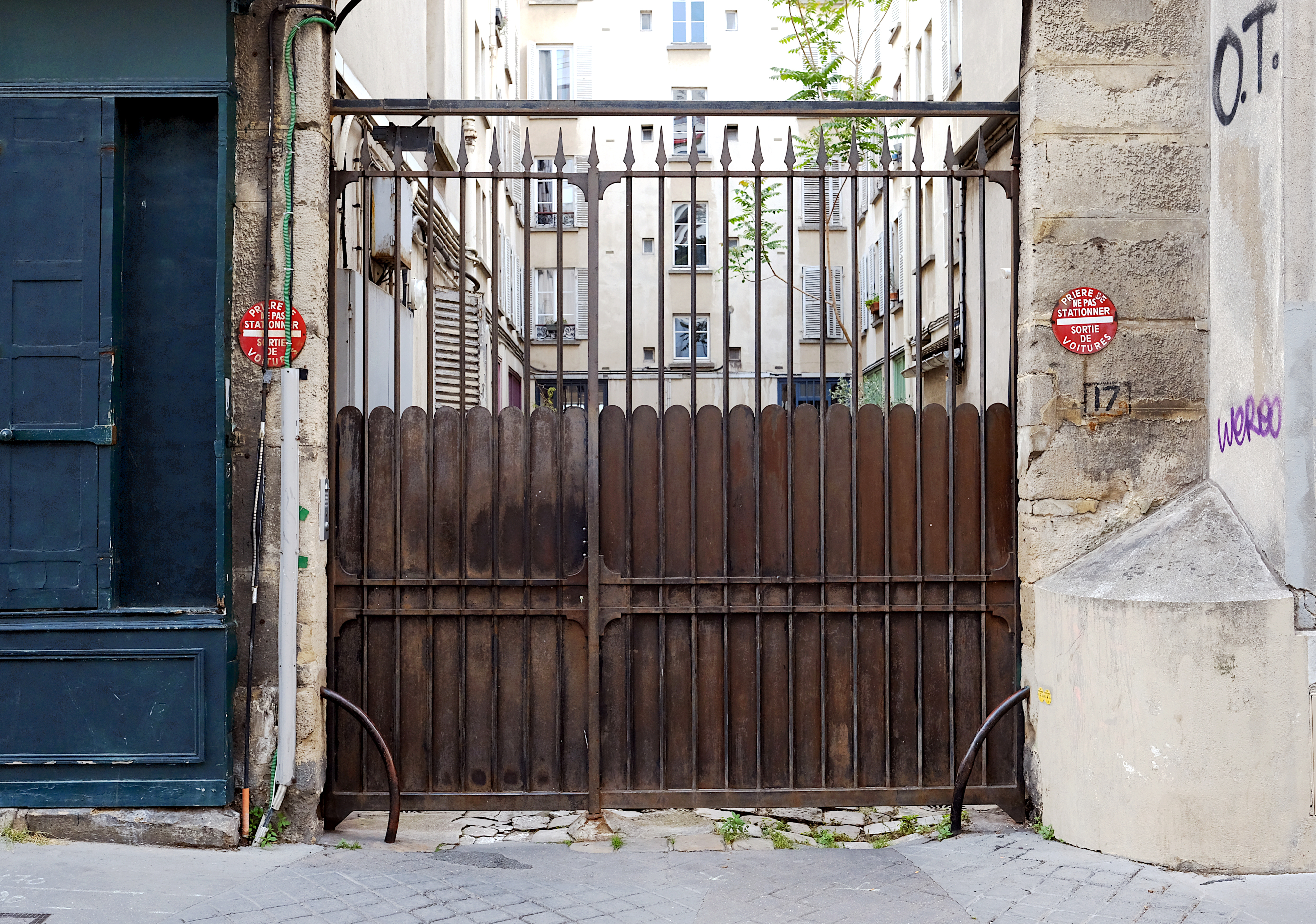
N°17.
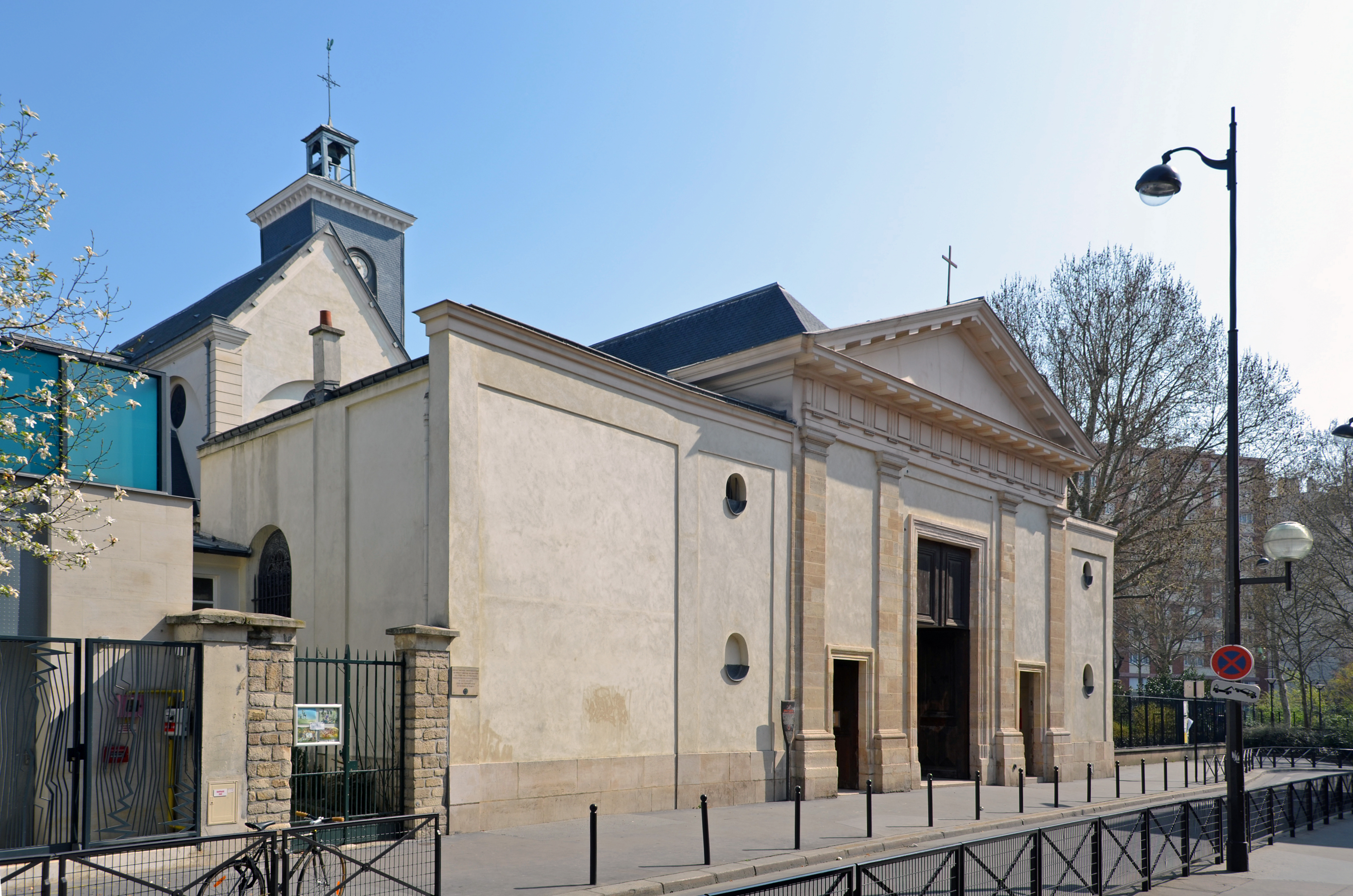
Église Sainte-Marguerite.
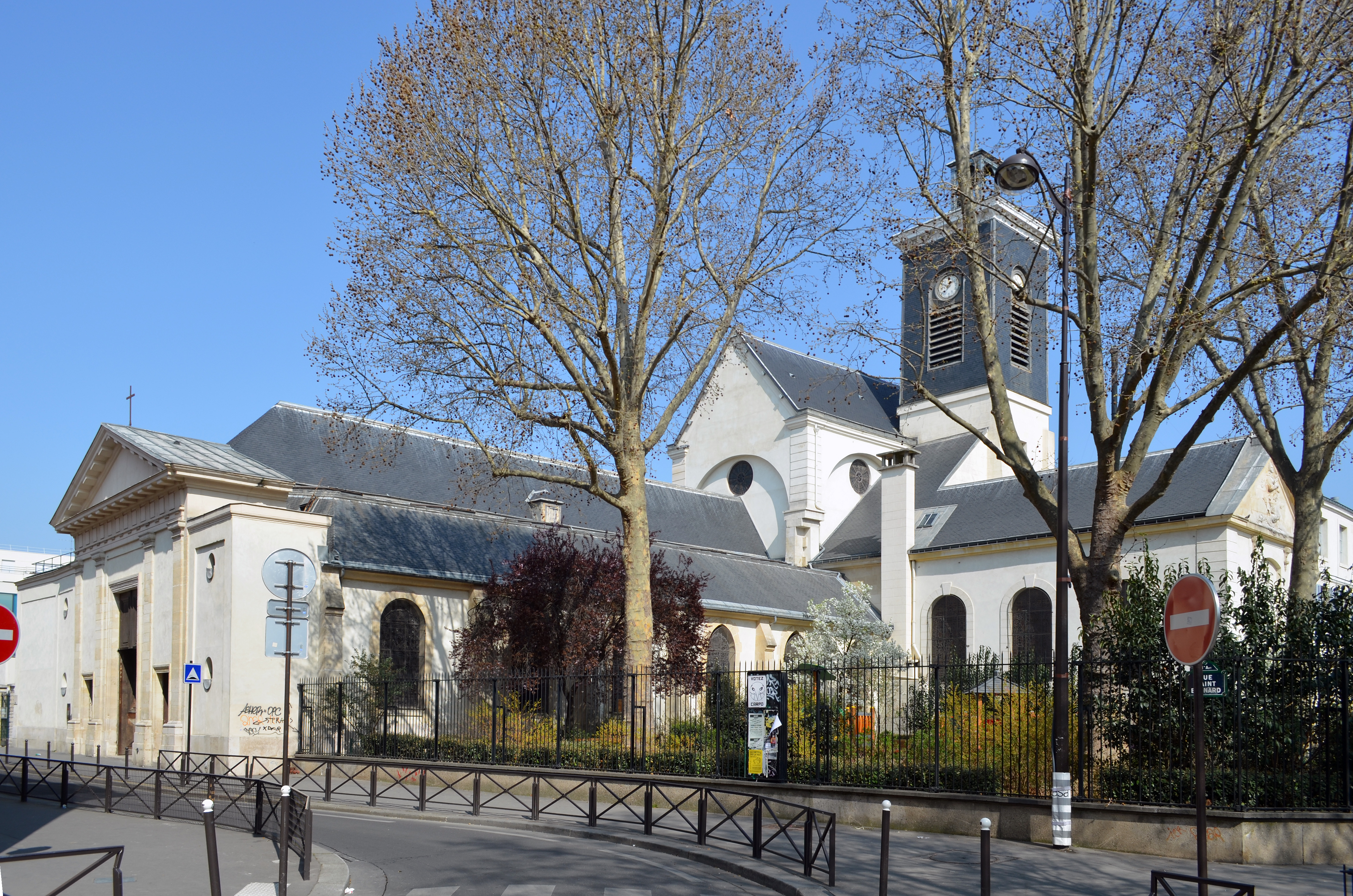

- No 38 : crèche collective.
- No 39 : école maternelle Saint-Bernard.
- No 40 : chapelle orthodoxe Notre-Dame-du-Faubourg. La maison, en bordure de rue, est celle du fossoyeur du cimetière Sainte-Marguerite[7].
- No 43 : maison d'angle à pignon, représentative de l'architecture civile parisienne au XVIIe siècle, inscrite au titre des monuments historiques en 1997[8].